# شون مور
شون مور (بالإنجليزية: Seán Moore)‏ هو سياسي أيرلندي، ولد في 19 مايو 1913 في جمهورية أيرلندا، وتوفي في نفس البلد 1 أكتوبر 1986. حزبياً، نشط في فيانا فايل.

## مناصب
- في الانتخابات العمومية الإيرلندية 1965 [الإنجليزية]‏، انتخب نائب دييل عن دائرة جنوب شرق دبلن [الإنجليزية]‏ وقد انضم خلال فترته النيابية ‏ (21 أبريل 1965 – 21 مايو 1969) للكتلة البرلمانية فيانا فايل.
- في الانتخابات العمومية الإيرلندية 1969 [الإنجليزية]‏، انتخب نائب دييل عن دائرة جنوب شرق دبلن [الإنجليزية]‏ وقد انضم خلال فترته النيابية ‏ (2 يوليو 1969 – 5 فبراير 1973) للكتلة البرلمانية فيانا فايل.
- في الانتاخابات العمومية الإيرلندية 1973 [الإنجليزية]‏، انتخب نائب دييل عن دائرة جنوب شرق دبلن [الإنجليزية]‏ وقد انضم خلال فترته النيابية ‏ (14 مارس 1973 – 25 مايو 1977) للكتلة البرلمانية فيانا فايل.
- في الانتخابات العمومية الإيرلندية 1977 [الإنجليزية]‏، انتخب نائب دييل عن دائرة جنوب شرق دبلن [الإنجليزية]‏ وقد انضم خلال فترته النيابية ‏ (5 يوليو 1977 – 21 مايو 1981) للكتلة البرلمانية فيانا فايل.
- في الانتخابات العمومية الإيرلندية 1981 [الإنجليزية]‏، انتخب نائب دييل عن دائرة جنوب شرق دبلن [الإنجليزية]‏ وقد انضم خلال فترته النيابية ‏ (30 يونيو 1981 – 27 يناير 1982) للكتلة البرلمانية فيانا فايل.
- انتخب وزير الدولة للتاوسيتش [الإنجليزية]‏.